# Heinrich Biedenweg
Heinrich Biedenweg (* 8. August 1811 in Neese; † 12. Februar 1880 in Stade) war ein deutscher Jurist und Politiker.

## Leben
Biedenweg studierte von 1832 bis 1834 Rechtswissenschaften an der Georg-August-Universität Göttingen und wurde dort Mitglied des Corps Bremensia. Eine seiner Mensuren focht er mit dem späteren Reichskanzler Otto von Bismarck. Diesem fügte er einen Schmiss auf der Nasenspitze zu, welche Bismarcks einzige sichtbare Mensurverletzung in 26 Schlägermensuren war.
1839 wurde Biedenweg Advokat, dann Kanzleiprokurator in Stade. Zuletzt war er Obergerichtsanwalt und Notar in Stade.
Von 1867 bis 1870 war er nationalliberales Mitglied des preußischen Abgeordnetenhauses für den Wahlkreis Hannover 31 (Stader Geestkreis).

## Schriften
- Ueber die Verbesserung der Hannoverschen Landes-Pferdezucht durch das Königliche Land-Gestüt zu Celle, etc. Stade, 1855
- Verhandlungen des Central-Ausschusses der Königlichen Landwirthschafts-Gesellschaft zu Celle in der Sommerversammlung ... am 16. Juni 1865 und in der Winterversammlung ... am 15. November 1865 über das Verhältniss der Privat-Hengsthalterei zum Königlichen Landgestüte mitgetheilt vom Obergerichts-Anwalt Biedenweg, etc., Königliche Landwirthschafts-Gesellschaft, Stade, [1866]